# 샛고개굴길
샛고개굴길은 충청남도 금산군 복수면과 대전광역시 중구 안영동을 잇는 터널이다. 기존 2차선 도로로 '샛고개'를 넘던 길을 4~6차로로 확장하면서 개설하였으며, 길이는 금산 방향 330m, 대전 방향 315m이다.

## 명칭 유래
2002년 대전광역시와 충청남도가 공동 투자하여 총 216억원의 사업비가 투입된 이 터널은 개통 후 명칭을 공모하였는데, 대전광역시에서는 '안영터널'이라는 명칭을, 금산군에서는 '샛고개터널'이라는 명칭을 사용할 것을 요구했다. 그 외에 '구만리터널', ‘두리봉터널’, ‘대둔산터널’ 등 여러 명칭이 나왔으나 2004년부터 논의한 끝에 터널 명칭을 순수한 우리말인 '샛고개굴길'로 하는 것으로 결정했다.
이 때 사용한 단어인 '굴길'은 터널이라는 이름을 순우리말로 표현한 것인데 길은 우리말이지만 굴은 한자이다, 한글학회 회원 출신이며 한마음사회복지법인 회장인 유동삼씨가 건의한 것으로 알려졌다. 샛고개굴길은 이러한 순우리말인듯 아닌 듯 명칭인 '굴길'을 공식적으로 처음 사용한 터널이 되었다.